# 埼玉県道356号成塚中瀬線
埼玉県道356号成塚中瀬線（さいたまけんどう356ごう なりづかなかぜせん）は、埼玉県深谷市内を通過する一般県道である。

## 概要

### 路線データ
- 総延長：3.5km[1]
- 実延長：3.5km[1]

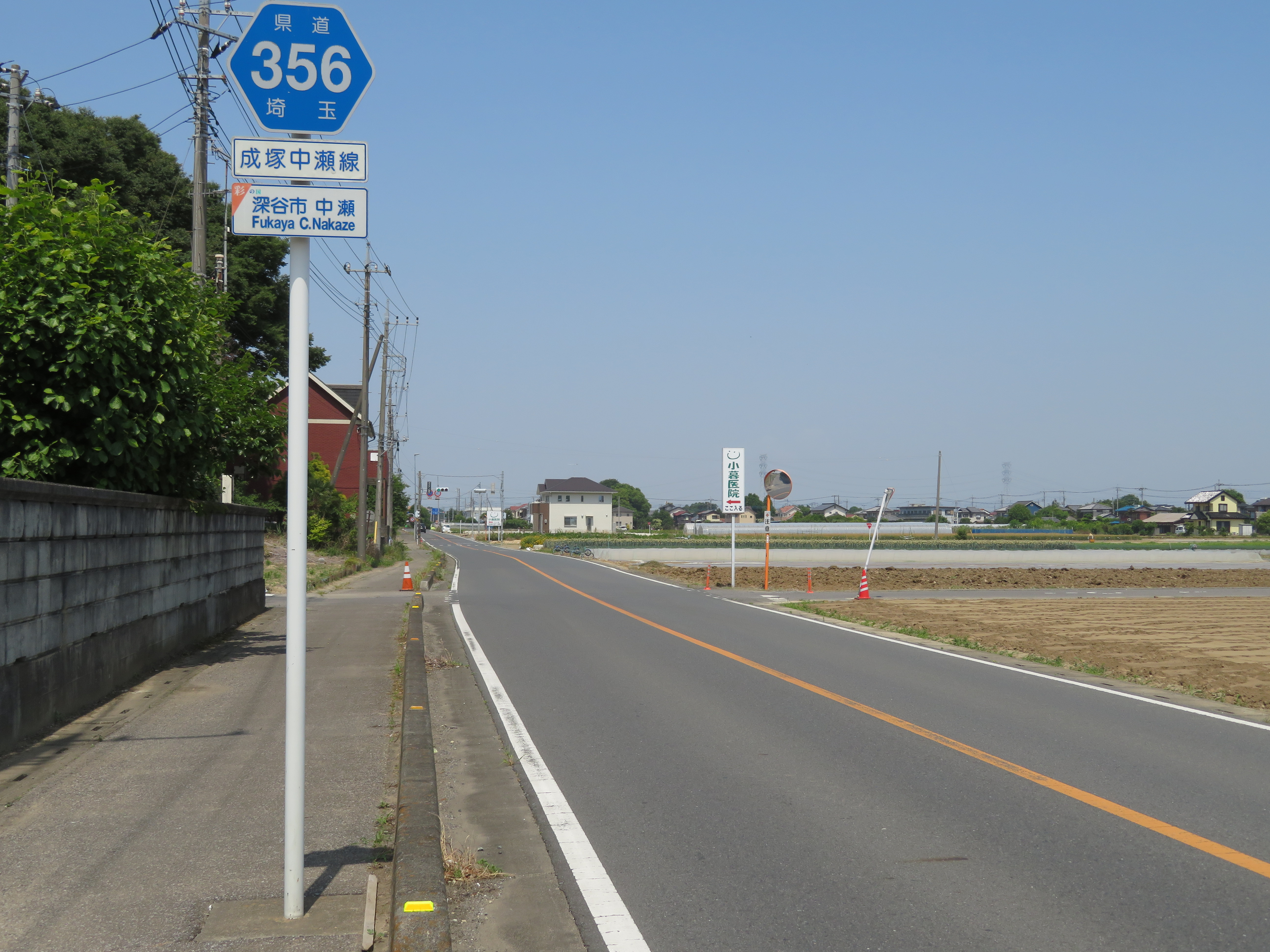
深谷市中瀬付近

- 起点：埼玉県深谷市成塚（埼玉県道275号由良深谷線交点）
- 終点：埼玉県深谷市中瀬（中瀬交差点＝埼玉県道14号伊勢崎深谷線交点）

## 路線状況

### 交通量
24時間自動車類交通量（台/日）
- 4,084（推定値）

## 地理

### 通過する自治体
- 埼玉県
  - 深谷市

### 交差する道路
| 交差する道路                         | 交差する道路             | 交差点名     | 所在地 |
| ------------------------------------ | ------------------------ | ------------ | ------ |
| 埼玉県道275号由良深谷線 深谷市街方面 |                          |              |        |
| -                                    | 埼玉県道275号由良深谷線  | （成塚地内） | 深谷市 |
| 埼玉県道45号本庄妻沼線               | 埼玉県道45号本庄妻沼線   | （新戒地内） | 深谷市 |
| 埼玉県道14号伊勢崎深谷線             | 埼玉県道14号伊勢崎深谷線 | 中瀬         | 深谷市 |